# マリー・フィルマン・ボクール
マリー・フィルマン・ボクール（Marie Firmin Bocourt、1819年4月19日 – 1904年2月4日）はフランスの動物学者、版画家である。

## 生涯
パリに生まれた。1861年にタイに派遣され、タイの動物の調査を行い、重要な標本を持ち帰った。1864年から1866年の間、オーギュスト・デュメリル（Auguste Duméril）とともにメキシコや中央アメリカの調査旅行を行い、1870年、デュメリルと共著で『爬虫類·両生類の研究』（"Études sur les reptiles et les batraciens"）を出版した。1870年に普仏戦争でデュメリルが没した後も、レオン・ヴァイヤン（Léon Vaillant）、フランソワ・モッカール（François Mocquard）、フェルナン・アンジェ（Fernand Ange）らと編集を続けた。1833年にヴェイヤンと共著で、『魚類の研究』（"Études sur les poissons"）を出版した。
Callinectes bocourti (A. Milne-Edwards, 1879)、Phoboscincus bocourti (Brocchi, 1876)、Tantilla bocourti (Gunther, 1895)、Cranopsis bocourti、Craugastor bocourtiなどの動物にボクールの名前がつけられている。
画家としては版画を得意として、博物画だけでなく、同時代の人物の肖像画も描いた。

## ボクールの博物画

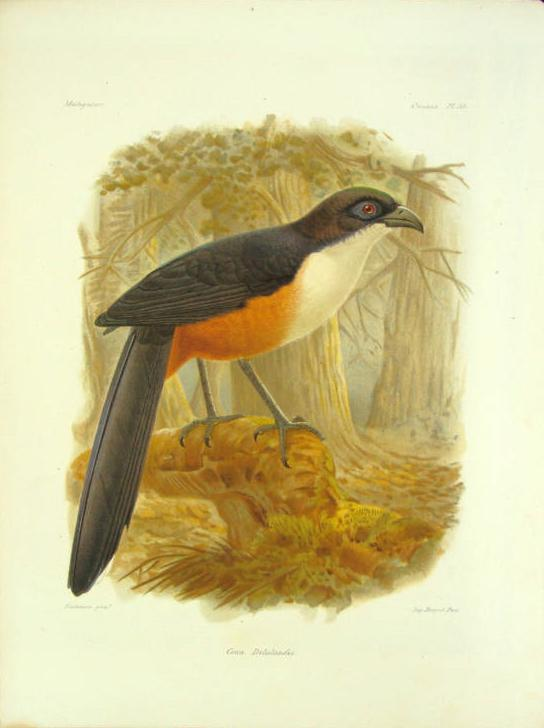
マダガスカルジカッコウ(Coua delalandei)
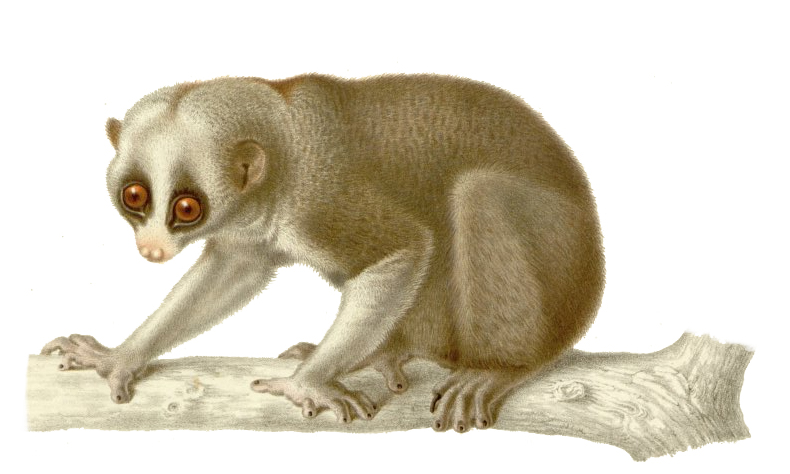
スローロリス NycticebusFile:Nycticebus.jpg
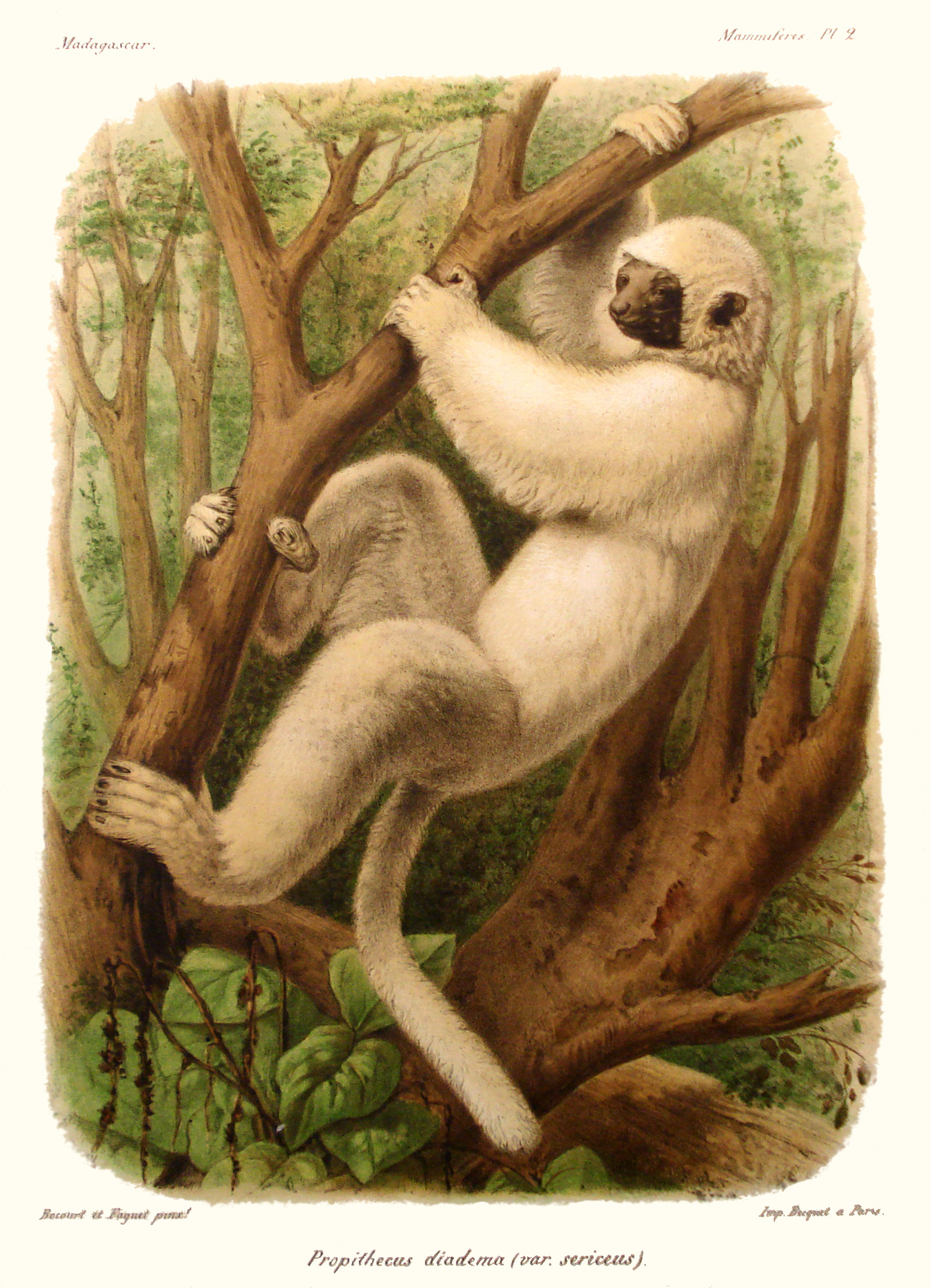
Propithecus candidus（インドリ科）
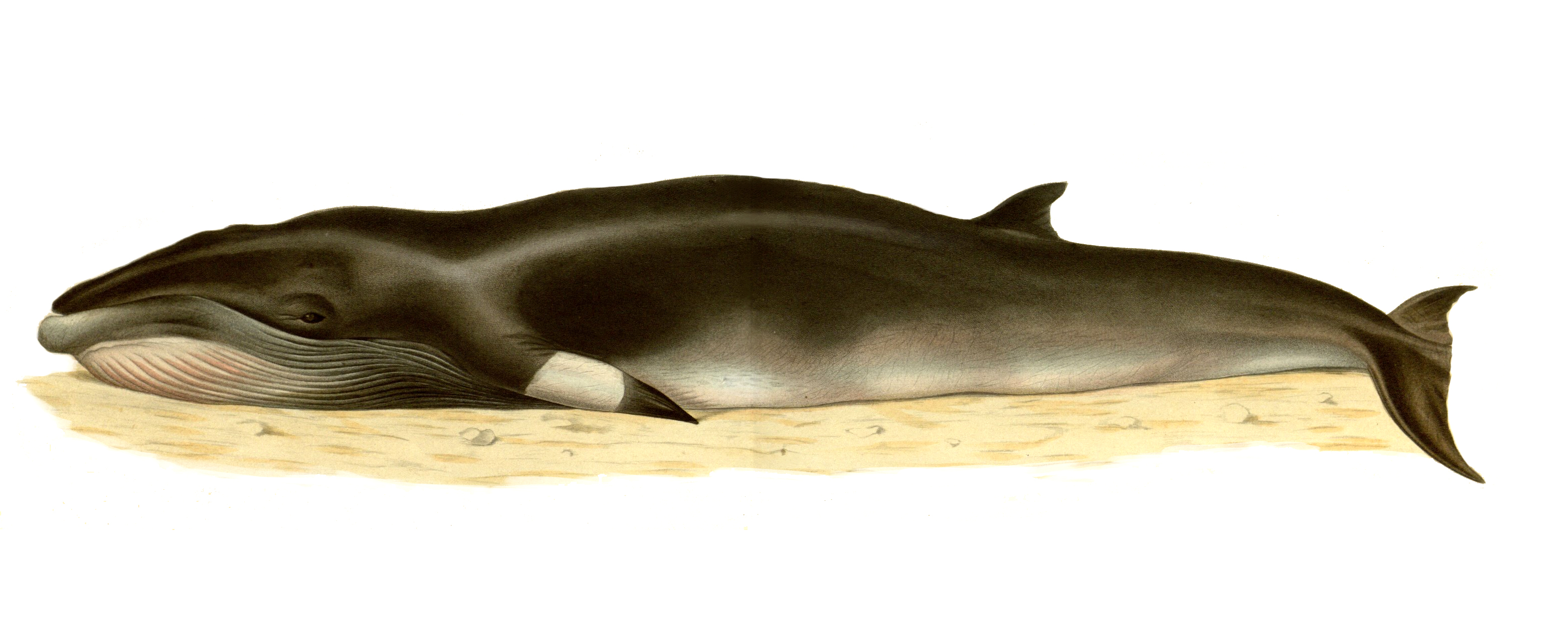